# Лейберг, Джон Бернхард
Джон Бернхард Лейберг (швед. John Bernhard Leiberg; 7 октября 1853, Мальмё — 28 октября 1913, Leaburg, Орегон) — американский ботаник, бриолог, лесник и инспектор по лесоводству. 

## Биография
Джон Бернхард Лейберг родился в городе Мальмё 7 октября 1853 года. В 1868 году его семья эмигрировала в Америку. В 1880 году Лейберг поселился в штате Айдахо. Джон был местным агентом ботанического отдела Министерства сельского хозяйства США. С 1897 по 1903 год Лейберг был связан с Геологической службой США. С 1904 по 1905 год он был инспектором по лесоводству на Филиппинах.
Джон Бернхард Лейберг умер в штате Орегон 28 октября 1913 года.

## Научная деятельность
Джон Бернхард Лейберг специализировался на Мохообразных и на семенных растениях.

## Некоторые публикации
- Contributions to the Flora of Idaho and Minnesota[2].